# Stanisław Strugarek

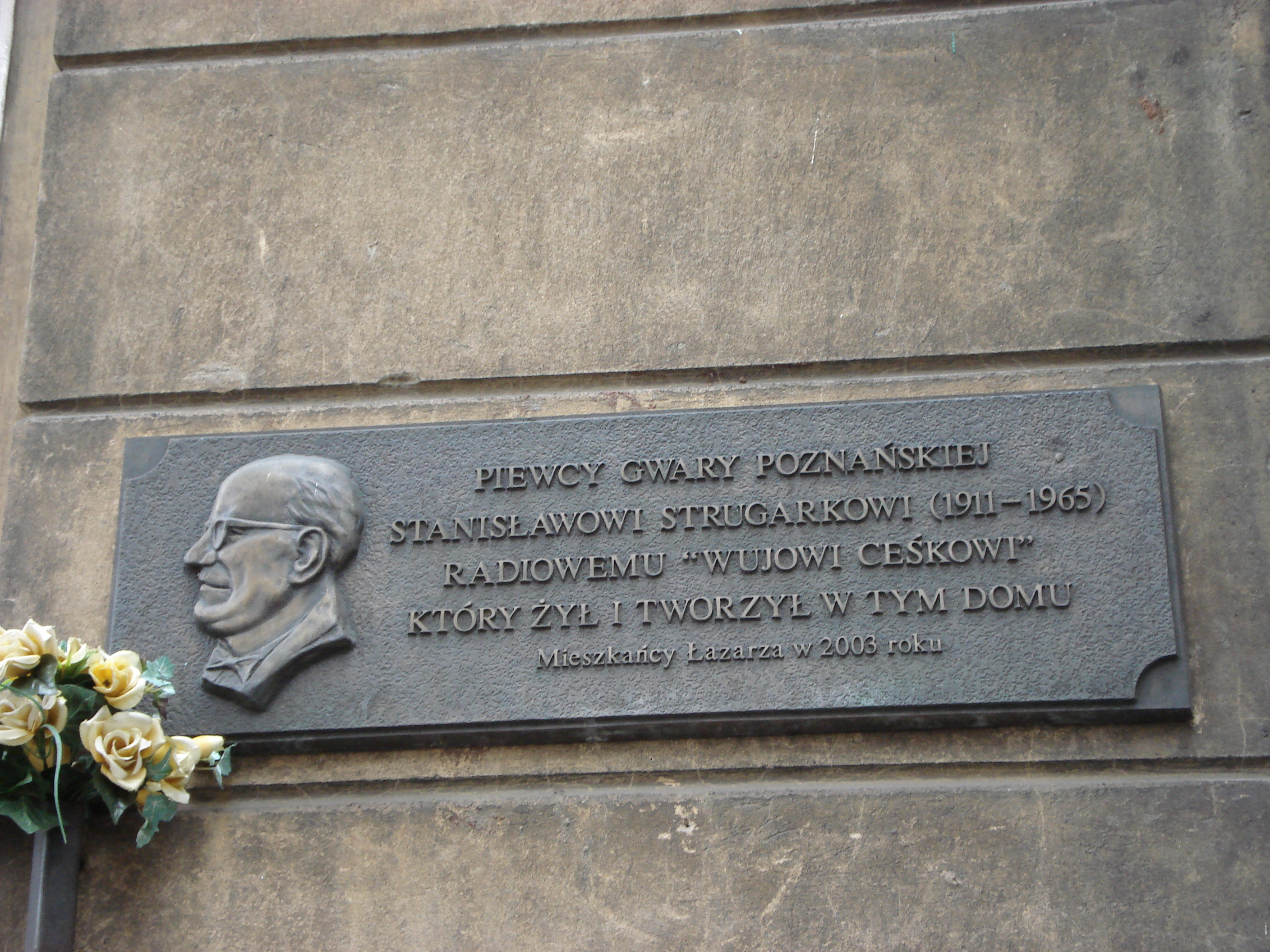
Tablica pamiątkowa Stanisława Strugarka przy ul. Lodowej 3 w Poznaniu

Stanisław Walenty Strugarek (ur. 21 marca 1911 w Poznaniu, zm. 25 listopada1965 tamże) – redaktor Polskiego Radia, pisarz.

## Życiorys

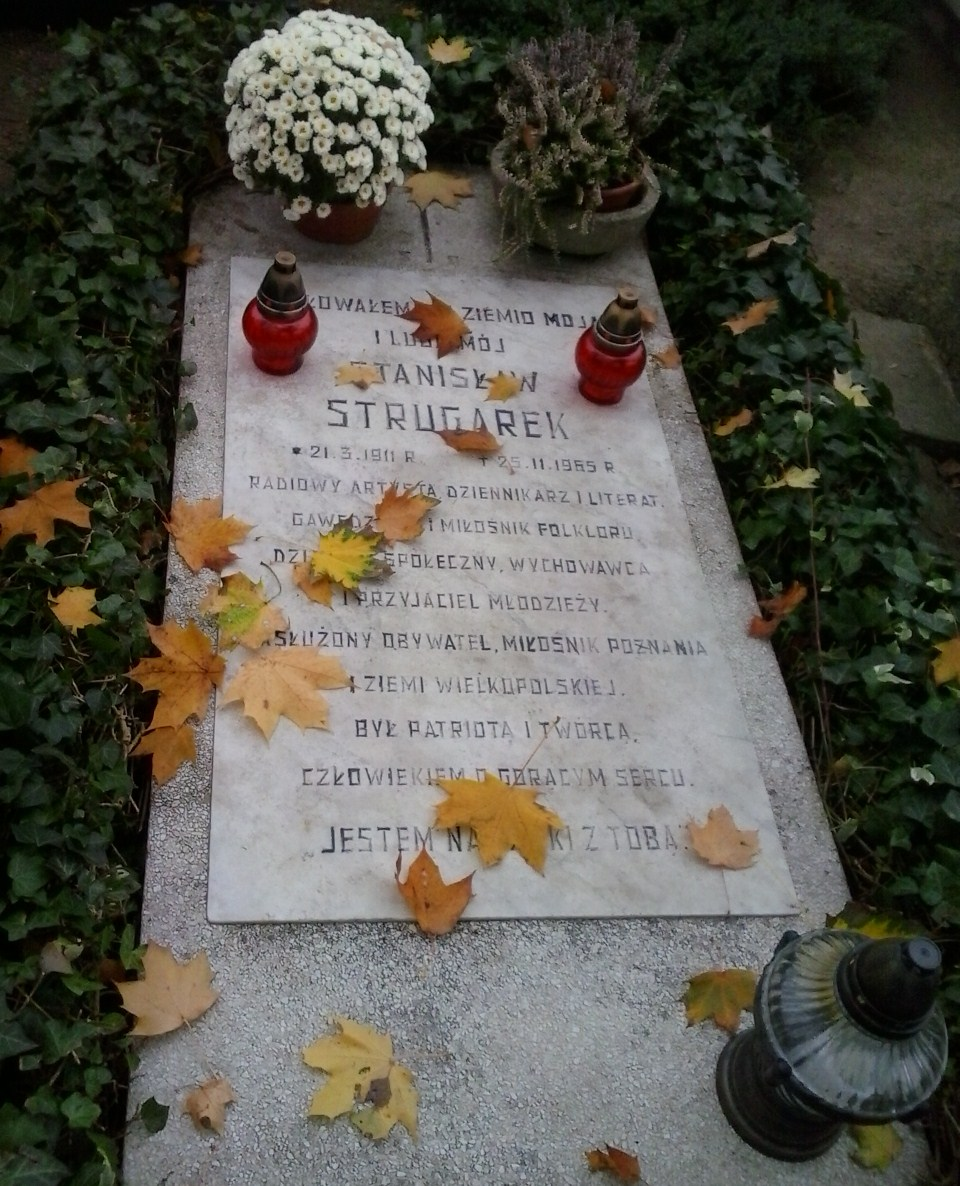
Nagrobek na cmentarzu Górczyńskim

Był synem robotnika portowego Walentego Strugarka i Marii z domu Maciejewskiej. Po ukończeniu poznańskiego seminarium nauczycielskiego w 1930 rozpoczął pracę pedagogiczną, m.in. w Gimnazjum im. Adama Mickiewicza. Podjął studia pedagogiczne na uniwersytecie, zapisał się do Studium Dramatycznego przy Teatrze Polskim. Wówczas rozpoczął współpracę z rozgłośnią poznańską. Został też redaktorem czasopisma pedagogicznego "Siewca". Brał udział w kampanii wrześniowej, okres wojny spędził w niewoli w oflagach XI A i II C, gdzie zajmował się działalnością kulturalno-rozrywkową. Po wyzwoleniu został kierownikiem Oddziału Kultury i Sztuki w poznańskim Zarządzie Miejskim, w latach 1945–1946 był redaktorem naczelnym „Kroniki Miasta Poznania”, z którą współpracował już przed wojną. W 1948 podjął pracę w Polskim Radiu w Poznaniu, prowadząc kolejno audycje wiejskie, regionalne i estradowe. Jako „Wuja Ceśku” był miłośnikiem i propagatorem gwary poznańskiej, nagrywał muzykę ludową, prowadził audycje o różnorodnym charakterze. Napisał kilka powieści młodzieżowych, sztuki przeznaczone dla teatrów lalkowych, opracowania o tematyce historycznej (m.in. o miejscu kaźni w Forcie VII w Poznaniu), słuchowiska i felietony.
Za całokształt działalności radiowej otrzymał Nagrodę Miasta Poznania w 1960. W tym samym roku nadano mu Odznakę Honorową Miasta Szamotuł za popularyzację kultury ludowej. Rok wcześniej, w 1959, został laureatem Złotego Medalu Koszalina za aktywną współpracę z tamtejszą rozgłośnią i twórczy wkład w kulturę regionu. Posiadał też inne odznaczenia i wyróżnienia, w tym Złoty Krzyż Zasługi. Należał do wojewódzkiego zarządu TRZZ w Poznaniu, zarządu Oddziału Poznańskiego ZLP i był wiceprezesem Towarzystwa Miłośników Miasta Poznania.
Został pochowany na cmentarzu Górczyńskim. Na kamienicy, w której mieszkał przy ul. Lodowej 3 na Łazarzu, 1 czerwca 2003 odsłonięto tablicę pamiątkową. Od tego czasu Komitet Organizacyjny Dni Łazarza przyznaje doroczną nagrodę im. Stanisława Strugarka za popularyzację gwary poznańskiej. Jego nazwiskiem nazwano ulicę na os. Bolesława Śmiałego na Piątkowie. Przy Towarzystwie Miłośników Miasta Poznania od 1984 działał klub noszący imię Stanisława Strugarka, powstały z inicjatywy Ireny Barełkowskiej.